# Kim English (cantante)
Kim English (Chicago, 6 settembre 1970 – Chicago, 2 aprile 2019) è stata una cantante statunitense interprete soprattutto di canzoni del genere house.

## Biografia
Afroamericana di Chicago, da ragazza cantò in cori gospel. Nel corso della sua carriera ebbe modo di stazionare nelle classifiche Hot Dance Airplay e nella UK Singles Chart, dal 1994 a buona parte del primo decennio del XXI secolo. Il suo primo singolo fu Nitelife, nel 1994, scritto e prodotto da Ten City.
Tra il 1999 e il 2002 piazzò sei hit di fila, cinque delle quali raggiunsero la vetta nelle classifiche britanniche di singoli: Unspeakable Joy, I Know A Place, Missing You, Bumpin 'and Jumpin, Everyday e Treat Me. Tutti questi brani, escluso I Know a Place, sono presenti nel suo album di debutto Higher Things, pubblicato alla fine del 1998 dall'etichetta discografica Nervous Records NYC. Unspeakable Joy e Everyday furono indubbiamente i suoi maggiori successi radiofonici. L'album comprende anche una cover della canzone di Anita Baker Been So Long.
Molti suoi brani contengono riferimenti a Dio e alla fede.
Kim English morì nell'aprile 2019, all'età di 48 anni, per insufficienza renale: da cinque anni era in dialisi. Era in lista di attesa per il trapianto.

## Discografia
- Higher Things (1998) Nervous Records NYC
- Re-Energized (2000) Nervous Records NYC
- My Destiny (2006) Nervous Records NYC